# 844

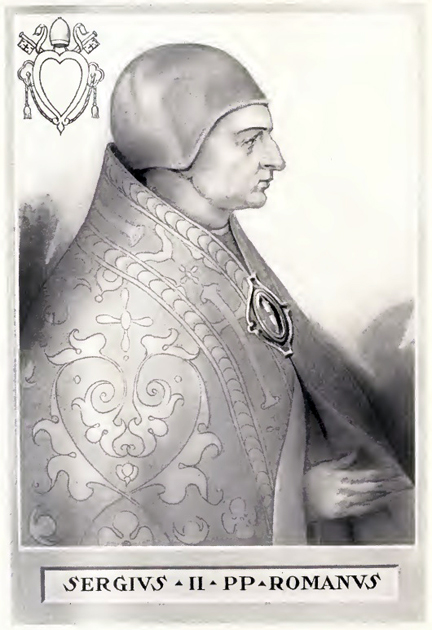
Paus Sergius II (844-847)

Het jaar 844 is het 44e jaar in de 9e eeuw volgens de christelijke jaartelling.

## Gebeurtenissen

### Byzantijnse Rijk
- Byzantijns-Arabische Oorlog: Kalief Al-Wathiq valt met een Arabisch expeditieleger Anatolië (huidige Turkije) binnen. Hij voert een plunderveldtocht in de Byzantijnse thema's van Cappadocië, Galatië en Bithynië.

### Brittannië
- Koning Merfyn Frych van Gwynedd overlijdt en wordt opgevolgd door zijn zoon Rhodri Mawr ("de Grote"). Tijdens zijn bewind weet hij Wales bijna volledig onder zijn bestuur te krijgen.

### Europa
- 15 juni - Lodewijk II, de oudste zoon van keizer Lotharius I, wordt in Rome door paus Sergius II gekroond tot koning van Italië. Hij krijgt het bestuur over Lombardije, Friuli en Toscane.
- Lodewijk trekt na de kroning met een leger naar Rome om de stad te beschermen tegen de Saracenen.
- Vikingen uit Denemarken voeren een plundertocht in Asturië (Noord-Spanje).
  - augustus - De Vikingen trekken verder zuidwaarts en plunderen Lissabon drie dagen lang.
  - oktober - De Vikingen slaan kamp op nabij Sevilla en plunderen de stad.
  - 11 november - Slag bij Talyata: De Andalusiërs onder Abd al-Rahman II verslaan de Vikingen, jagen ze op de vlucht en maken veel slachtoffers.
- Galindo I Aznárez, een zoon van Aznar I Galindez, keert na zijn verbanning naar Pamplona terug en erft het Frankische graafschap Aragón (ofwel Jaca).

## Religie
- 25 januari - Paus Gregorius IV overlijdt na een pontificaat van 16 jaar. In Rome breekt een volksopstand uit en het Lateraanse paleis wordt geplunderd. Tegenpaus Johannes VIII wordt op de pauselijke troon gezet, maar door de Romeinse aristocraten verdreven.
- Januari - Sergius II wordt als de 102e paus van de Katholieke Kerk geïnstalleerd. Hij laat Johannes VIII gevangennemen en verbant hem naar een klooster.
- Eerste schriftelijke vermelding van Passendale (huidige België).

## Geboren
- Boso, koning van Bourgondië (overleden 887)
- Judith, dochter van Karel de Kale (overleden 870)

## Overleden
- Bernard van Poitiers, Frankisch graaf
- 14 februari - Bernard van Septimanië (48), Frankisch graaf
- 25 januari - Gregorius VI, paus van de Katholieke kerk
- Hugo, Frankisch prins en abt
- Merfyn Frych, koning van Gwynedd (Wales)
- Nithard, Frankisch historicus